# Feng Xi
Feng Xi (? - juillet 222) Officier et commandant militaire des Shu. En tant que Lieutenant-Commandant, il participa à la Bataille de Yiling pour venger la mort de Guan Yu. 
Sous le commandement de Wu Ban et avec Zhang Nan, il brûla le camp de Sun Huan et repoussa l’armée des Wu jusque dans la ville de Yiling où ils furent assiégés. Alors commandant de l’avant-garde, il convainquit Liu Bei de déplacer tous les camps dans la forêt. À la suite de l'intense attaque incendiaire de Lu Xun, Feng Xi fit lever le siège de Yiling afin de secourir Liu Bei, mais fut pris en chasse par les forces de Sun Huan et mourut dans la mêlée.